# José Cantú Estrada
José Cantú Estrada (Nuevo Laredo, Tamaulipas, 1904-28 de noviembre de 1938) fue un político mexicano, miembro del entonces Partido Nacional Revolucionario (PNR). Fue diputado federal de 1937 a 1938, fecha en que falleció.

## Biografía
Realizó sus estudios de primaria y secundaria en Nuevo Laredo, los de preparatoria en Ciudad Victoria y luego se trasladó a estudiar la licenciatura en Derecho en la Escuela Nacional de Jurisprudencia de la Universidad Nacional Autónoma de México (UNAM); egresó en 1928, siendo compañero de generación de Miguel Alemán Valdés, que sería presidente de México de 1946 a 1952. Durante sus estudios, fue secretario general de la Federación de Estudiantes Universitarios.
De 1933 a 1934 fue presidente de la Junta Federal de Conciliación y Arbitraje; en el gobierno de Lázaro Cárdenas del Río fue de 1934 a 1935 jefe del departamento editorial de la Secretaría de Relaciones Exteriores siendo su titular Emilio Portes Gil, y de 1935 a 1937 subjefe del Departamento del Trabajo cuando lo encabezaba Genaro V. Vásquez.
En 1937 fue postulado candidato del PNR a diputado federal por el Distrito 1 de Tamaulipas, siendo elegido a la XXXVII Legislatura de dicho año al de 1940. Fue elegido presidente de la Cámara de Diputados para el mes de septiembre de 1938, por lo que le correspondió responder el 3er. informe de gobierno del presidente Lázaro Cárdenas del Río.
Falleció en ejercicio del cargo de diputado el día 28 de noviembre de 1938, por lo que no concluyó el periodo para el que fue elegido.